# Droga wojewódzka 609
Die Droga wojewódzka 609 (DW 609) ist eine polnische Woiwodschaftsstraße, die mitten in der Woiwodschaft Ermland-Masuren in Nord-Süd-Richtung verläuft. Auf einer Länge von 19 Kilometern verbindet sie die Stadt Mikołajki (deutsch Nikolaiken) im Powiat Mrągowski (Kreis Sensburg) mit dem kleinen Dorf Ukta (deutsch Alt Ukta) im Powiat Piski (Kreis Johannisburg). Außerdem stellt sie eine Verbindung her zwischen der Landesstraße 16 und der Woiwodschaftsstraße 610.

## Verlauf der Woiwodschaftsstraße 609
Woiwodschaft Ermland-Masuren:
Powiat Mrągowski (Kreis Sensburg):

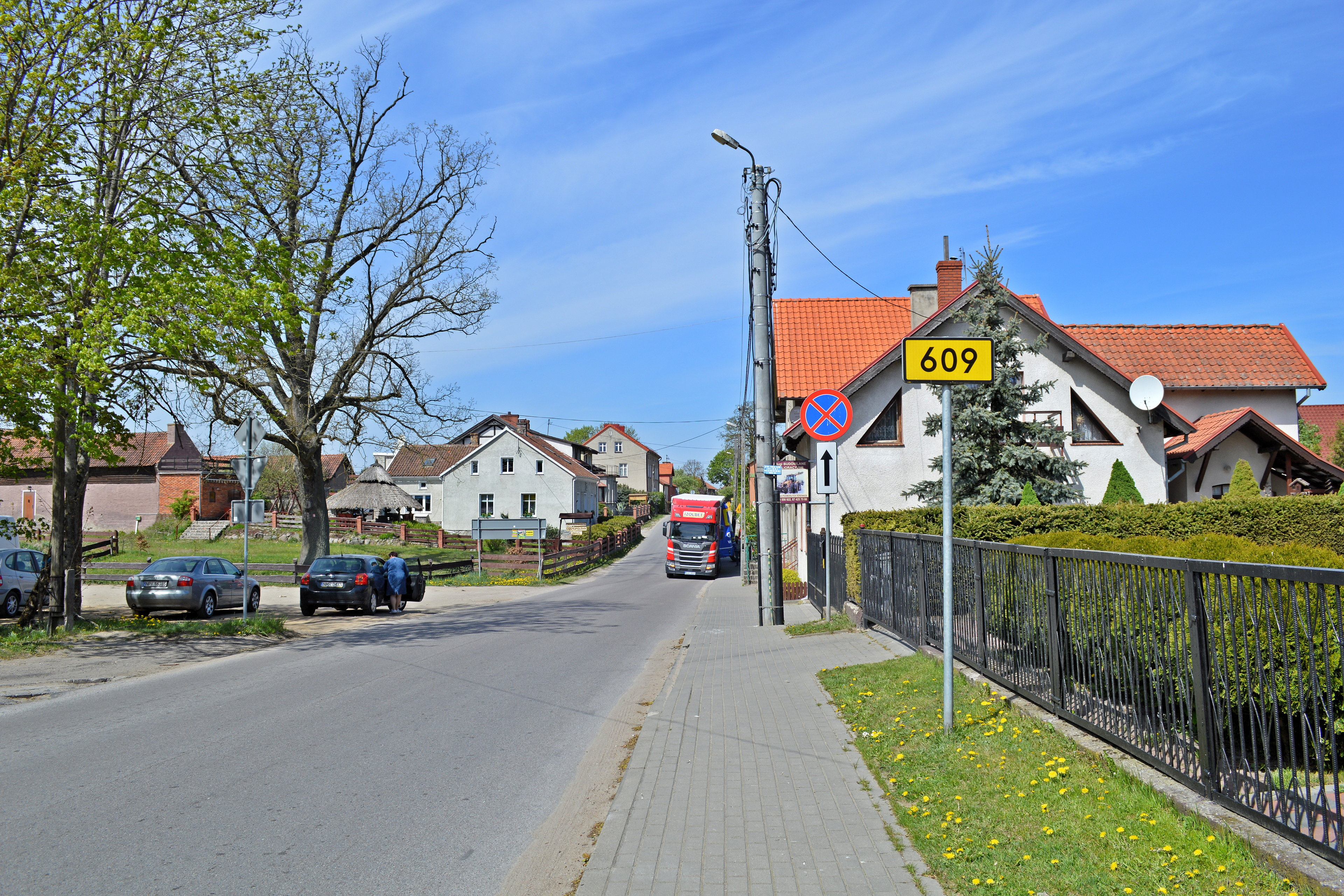
Die Woiwodschaftsstraße 609 in Ukta in Richtung Norden.

- Mikołajki (Nikolaiken) (→ DK 16: Grudziądz–Ostróda–Olsztyn–Mrągowo ↔ Orzysz–Ełk–Augustów–Ogrodniki)
- Bobrówko (Bubrowko/Biebern)

Powiat Piski (Kreis Johannisburg):
- Nowa Ukta (Neu Ukta)
- Ukta (Alt Ukta) (→ DW 610: Piecki–Gałkowo ↔ Ruciane-Nida)